# Mistrzostwa Kanady w Skokach Narciarskich 2004

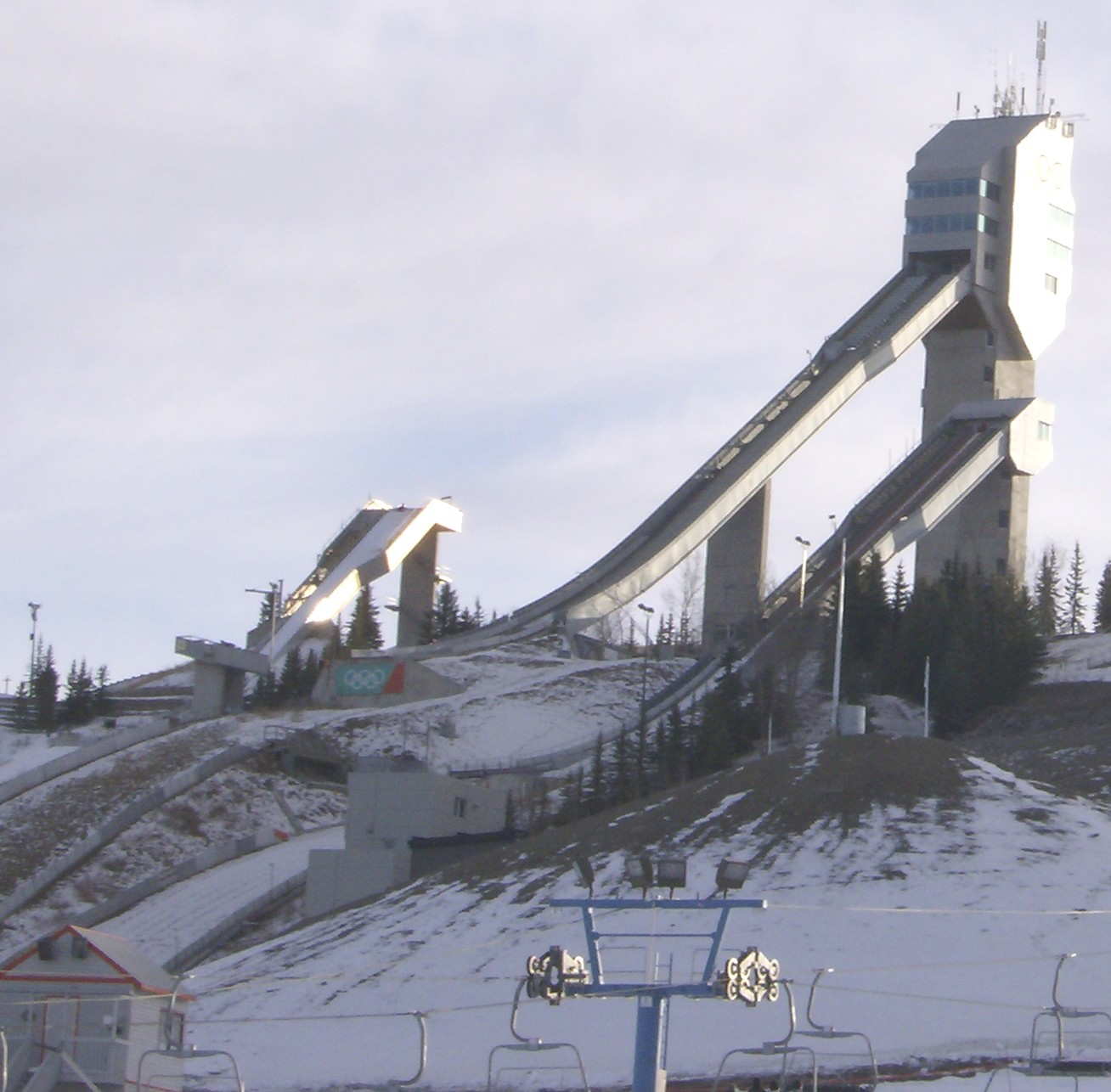
Alberta Ski Jump Area

Mistrzostwa Kanady w Skokach Narciarskich 2004 – zawody, które wyłoniły najlepszych skoczków narciarskich w Kanadzie w roku 2004. Wszystkie konkursy przeprowadzono w lutym 2004 roku w Calgary na skoczniach wchodzących w skład kompleksu Alberta Ski Jump Area.
W zawodach wzięło udział ponad 20 zawodników. Rozegrano trzy konkursy indywidualne. 
Na skoczni K–114 po skokach na odległość 113 i 120 metrów zwycięstwo odniósł Gregory Baxter. Drugi był Stefan Read (112 m i 116,5 m), a trzeci Trevor Morrice (100 m i 103 m). 
Na skoczni K–89 tytuł mistrza Kanady zdobył Gregory Baxter (93,5 m i 93 m), a drugą pozycję ponownie zajął Stefan Read (92,5 m i 94 m). Brązowy medal zdobył Michael Nell (85,5 m i 84,5 m). 
Na skoczni K–63 ponownie wygrał Gregory Baxter (61 m i 63 m). Kolejne miejsca na podium zajęli: Trevor Morrice (54 m i 58,5 m) oraz Yuya Tanaka (54,5 m i 55 m).

## Medaliści

### Seniorzy

#### Indywidualnie
| Skocznia | Złoto          | Srebro         | Brąz           |
| -------- | -------------- | -------------- | -------------- |
| K–114    | Gregory Baxter | Stefan Read    | Trevor Morrice |
| K–89     | Gregory Baxter | Stefan Read    | Michael Nell   |
| K–63     | Gregory Baxter | Trevor Morrice | Yuya Tanaka    |